# Josep Pascual i Buxó
'Josep Pascual i Buxó   (Sant Feliu de Guíxols, 12 de febrer de 1931 - Ciutat de Mèxic, 19 de juliol de 2019) fou un catedràtic, filòleg, escriptor, poeta i acadèmic mexicà d'origen català. El seu camp de recerca s'ha especialitzat en l'estudi de fonts originals de la literatura novohispana, les seves publicacions són utilitzades com a referències i són reconegudes pels estudiosos d'aquesta especialitat.

## Semblança biogràfica
Comptava amb cinc anys quan va iniciar la Guerra Civil espanyola, abans de complir els vuit anys la seva família, d'idees republicanes, es va exiliar a França, on va viure sis mesos. Després es va embarcar cap a Veracruz en el vapor Mexique per finalment establir-se en la Ciutat de Mèxic acceptant l'asil polític ofert pel president mexicà Lázaro Cárdenas. Va cursar els seus estudis primaris i secundaris al Colegio Madrid i a l'Instituto Luis Vives.
Se'l considera un llatinoamericà múltiple a causa que és espanyol per naixement, mexicà per elecció i "veneçolà per vocació", ja que ha viscut a Veneçuela impartint classes durant més de dotze anys. La seva poesia reflecteix un sentiment tràgic de la seva infància a causa de les seves vivències de la guerra i del desterrament.

## Estudis i docència
El 1959 va obtenir el grau de mestre en Lletres de Llengua i Literatura Espanyola en la Universitat Nacional Autònoma de Mèxic (UNAM). Es va traslladar a Veneçuela, on va cursar la llicenciatura en Lletres en la Universitat del Zulia i va obtenir el títol el 1966. Va viatjar a Itàlia on va cursar un doctorat en Lletres en la Università degli Studi di Urbino obtenint el títol cum laude amb la tesi Ungaretti en Góngora el 1967.
Ha estat professor en l'Escola Nacional Preparatòria 4, en la Universitat de Guanajuato, en la Universitat Veracruzana, en la Universitat del Zulia, en la Universitat Nacional Autònoma de Mèxic. Com a professor convidat ha impartit seminaris i cursos en la Benemérita Universitat Autònoma de Puebla, en El Colegio de México, en la Universitat Autònoma Metropolitana Unitat Iztapalapa, en la Universitat Iberoamericana, en la Universitat de París VIII "Vincennes-Saint-Denis" i en la Universitat de Toronto.
Administrativament va ser director fundador de les escoles de Filosofia i Lletres de la Universitat Veracruzana i de la Universitat del Zulia, del Seminari de Poètica de l'Institut de Recerques Filològiques de la UNAM, director del Centre de Recerques Bibliogràfiques de la Biblioteca Palafoxiona de Puebla, coordinador del mestratge en literatura mexicana, secretari general de la Facultat de Filosofia i Lletres de la UNAM i responsable del projecte del doctorat en Lletres de la Benemérita Universitat Autònoma de Puebla, entre d'altres.

## Investigador i acadèmic
Ha estat investigador en el Centre d'Estudis Literaris i en l'Institut de Recerques Filològiques de la UNAM, així com en l'Instituto Ispanico de la Università degli Studi di Firenze. És investigador emèrit del Sistema Nacional d'Investigadors de Mèxic. Va ser nomenat membre de nombre de l'Acadèmia Mexicana de la Llengua el 10 de març de 1983, va prendre possessió de la cadira X el 28 de juny de 1984. És membre corresponent de l'Acadèmia Cubana de la Llengua.

## Premis i distincions
- Medalla de Plata atorgada pel Ministeri de Relacions Exteriors de la República Italiana el 1966.
- Ordre 27 de Juny atorgada pel president de la República de Veneçuela el 1972.
- Emeritus Professor per la Universitat de Califòrnia, el 1993.
- Premio Universitat Nacional a l'àrea d'Humanitats per la Universitat Nacional Autònoma de Mèxic, el 1995.
- Doctor honoris causa per la Benemèrita Universitat Autònoma de Puebla el 1997.
- Investigador emèrit per l'Institut de Recerques Bibliogràfiques de la Universitat Nacional Autònoma de Mèxic.

## Obres publicades
Ha estat col·laborador per a les revistes especialitzades en literatura i periòdics com Panorama, Revista de la Universidad del Zulia, Ínsula de Madrid, El Nacional, Revista de la Universidad de México, Discurso, Semiosis de la Universidad Veracruzana, La Vida Literaria, Plural, Vuelta, Sábado, Unomásuno i Ideas de México. Ha escrit articles, capítols de llibres i llibres en diversos camps, entre les seves publicacions destaquen:

### Antologia
- La generación del 98'. Antología poética, introducció i notes, el 1956.
- Textos de la Escuela de Verano, el 1956.
- Obras de Luis de Sandoval y Zapata, el 1986.
- Impresos novohispanos en las bibliotecas públicas de los Estados Unidos de América, el 1994.

### Assaig
- Arco y certamen en la poesía mexicana, el 1959.
- Góngora en la poesía novohispana, el 1960.
- En torno a la muerte y desengaño en la poesía novohispana, el 1962.
- Ungaretti, traductor de Góngora, el 1968.
- Muerte y desengaño en la poesía novohispana, el 1975.
- Introducción a la poética de Roman Jakobson, el 1978.
- Ungaretti y Góngora: ensayo de literatura comparada, el 1978.
- Introducción a la poética de Roman Jakobson, el 1978.
- César Vallejo, crítica y contracrítica, el 1982.
- Las figuraciones del sentido: ensayos de poética semiológica, el 1984.
- Sor Juana Inés de la Cruz en el conocimiento de su sueño, el 1984.
- La imaginación del nuevo mundo México, el 1987.
- El enamorado de Sor Juana. Francisco Álvarez de Velasco Zorrilla y su "Carta laudatoria" (1698) a Sor Juana Inés de la Cruz, el 1993.
- Sor Juana Inés de la Cruz: amor y conocimiento, el 1996.

### Poesia
- Tiempo de soledad, el 1954.
- Memoria y deseo, el 1963.
- Boca del solitario, el 1964.
- Materia de la muerte, el 1966.
- Matiére de la mort. Profils poétiques de pays latins, el 1966.
- Lugar del tiempo, el 1974.